# Trianguloscalpellum hirsutum
Trianguloscalpellum hirsutum is een rankpootkreeftensoort uit de familie van de Scalpellidae. De wetenschappelijke naam van de soort is voor het eerst geldig gepubliceerd in 1883 door Hoek.